# 선종구
선종구(宣鍾九, 1947년 ~ )은 하이마트 회장을 지낸 대한민국의 기업인이다.

## 생애
전라남도 곡성군에서 태어나 광주제일고등학교를 졸업하고, 연세대학교에서 경영학을 전공했다.
1968년 대한전선에 입사하여 1983년 대우전자로 자리를 옮긴 후 인사·총무·구매 등의 업무를 맡았다. IMF 구제금융 지원을 받았던 1998년 대우그룹이 공중분해될 때 대우전자 판매총괄본부장에서 하이마트의 전신인 한국신용유통으로 자리를 옮겼다. 대우그룹 계열사인 한국신용유통은 대우전자 국내 총판만을 하다 이때부터 대우전자 국내영업부문과 합치게 됐다. 그는 당시 그룹의 위기와 조직 간 합병으로 직원들이 동요할 때 구심적 역할을 하면서 임직원들의 신뢰를 받았다.
한국신용유통이 1999년 하이마트로 사명을 바꾸자 판매본부장을 역임한 뒤 2000년 대표이사 사장에 올랐다.
이후 하이마트에 국내·외 가전제품들을 한 자리에서 비교할 수 있고 시중 대리점보다 가격도 저렴한 `양판점` 개념을 도입했다. 그 결과 소비자들의 발길이 이어져 2002년 매출 1조2000억원으로 처음으로 전자 유통업계 1위를 차지했다. 이어 3~4년마다 매출을 1조원씩 늘리면서 가전 유통업계의 최강자 자리를 놓치지 않았다. 2011년 말 기준으로 하이마트의 매출액 3조4000억원, 순이익 1400억원을 기록했으며, 대리점수는 301개에 달했다. 대한민국 가전 유통시장에서의 점유율은 4분의 1 수준이었다.
하지만 횡령과 배임혐의로 기소되면서 명성에 금이 갔고, 2012년 4월 25일 서울 한남동 하얏트호텔에서 열린 하이마트 임시 이사회에서 선종구 회장의 단독 퇴진이 결정됐다.
2015년 1월 22일 서울중앙지방법원 형사합의21부(부장판사 이범균)는 특정경제범죄가중처벌법상 횡령 등의 혐의로 기소된 선종구 전 회장에게 징역 10월에 집행유예 2년을 선고했다. 재판부는 “여러 부동산 등기를 타인 명의로 해 부동산실명법을 위반한 점과 아들의 미국 경영대학원(MBA) 유학 자금 1억1894만원 상당을 횡령한 점, 약 11억원의 미신고 해외펀드투자 자본거래에 따른 외국환 관리법 위반 등을 유죄로 인정한다”고 판결했다. 그러나 재판부는 선종구 전 회장에 대한 배임수재, 그림 구매 관련 업무상 횡령, 소액주주들에 대한 배임 등의 공소사실에 대해서는 전부 무죄로 판단했다.
2016년 6월 24일 서울고법 형사4부(부장판사 최재형)는 2005년 하이마트 매각 당시 회사 자산을 담보로 제공해 2400억원대 손해를 끼친 혐의(특정경제범죄가중처벌법상 배임·횡령) 등으로 기소된 선 전 회장에게 원심보다 무거운 징역 3년에 집행유예 4년, 벌금 20억원을 선고했다. 앞서 1심은 선 전 회장에게 적용된 21개 공소사실 중 대부분의 혐의를 무죄로 보고 징역 10개월에 집행유예 2년을 선고한 바 있다. 재판부는 1심이 무죄라고 판단한 5가지 혐의에 대해 유죄를 선고했다. 인재아트건설로부터 2억3000만원 상당 고가의 그림을 받았다는 배임수재 혐의, 하이마트의 업무상 거래에 자신의 회사인 아이에비건설을 끼워넣어 3억원의 손해를 끼친 배임 혐의 등을 유죄라고 판단했다. 해외 주택을 구매하는 과정에서 증여세 8억원을 탈세한 혐의도 유죄로 인정했다.
2019년 12월 11일 법원에 따르면 대법원은 하이마트 매각 과정에서 회사에 수천억원대 손해를 끼치고 회삿돈을 횡령한 혐의 등으로 기소된 선종구 전 하이마트 회장의 상고심을 전원합의체에 회부했다.

## 학력
- 광주제일고등학교
- 연세대학교 경영학 학사
- 연세대학교 경영전문대학원 석사

## 경력
- 1968년 : 대한전선
- 1983년 : 대우전자
- 1996년 ~ 1998년 : 대우전자 인사, 홍보 담당임원
- 1999년 : 하이마트 판매본부장
- 2000년 : 하이마트 대표이사 사장
- 2009년 3월 ~ 2011년 3월 : 제10대 한국여자프로골프협회(KLPGA) 회장
- 2011년 ~ 2012년 4월 : 하이마트 대표이사 회장

## 수상
- 2002 한국유통대상 전부문 국무총리상
- 2002 제29회 상공의 날 산업포장 모범상공인부문
- 2007 올해의 CEO 종합대상
- 2008 보건복지가족부장관 표창
- 2010 포브스코리아 대한민국 글로벌 CEO
- 2011 한국광고주협회 광고주가 뽑은 광고인상